# كارلوس ألبرتو ألفاريز
كارلوس ألبرتو ألفاريز (بالإسبانية: Carlos Alberto Álvarez)‏ هو دراج أرجنتيني، ولد في 19 يوليو 1941.